# Servet Teufik Agaj
Servet Teufik Agaj war ein albanischer Fußballspieler.
Agaj wurde in Gora geboren. Er spielte von 1932 bis 1938 für den Verein KF Skënderbeu Korça. 1933 gewann er mit seiner Mannschaft die vierte Durchführung der albanischen Meisterschaft. In dieser Saison schoss er in den fünf Spielen sieben Tore und wurde Torschützenkönig.